# Squash nos Jogos Sul-Americanos de 2018
As competições de squash nos Jogos Sul-Americanos de 2018 ocorreram entre 2 e 7 de junho em um total de 7 eventos. As competições aconteceram no Complexo Polifuncional de Sarco, localizado em Cochabamba, Bolívia.

## Calendário
| G | Fase de grupos | P | Primeira rodada | S | Segunda rodada | ¼ | Quartas de final | ½ | Semifinais | F | Finais/Medalhas |

| Evento↓Data →      | Sáb 2 | Sáb 2 | Dom 3 | Dom 3 | Seg 4 | Seg 4 | Ter 5 | Qua 6 | Qui 7 |
| ------------------ | ----- | ----- | ----- | ----- | ----- | ----- | ----- | ----- | ----- |
| Simples masculino  | P     | S     | ¼     | ½     | F     | F     |       |       |       |
| Simples feminino   | P     | S     | ¼     | ½     | F     | F     |       |       |       |
| Duplas masculinas  |       |       | ¼     | ¼     | ½     | F     |       |       |       |
| Duplas femininas   |       |       | ¼     | ¼     | ½     | F     |       |       |       |
| Duplas mistas      |       |       | ¼     | ¼     | ½     | F     |       |       |       |
| Equipes masculinas |       |       |       |       |       |       | G     | ½     | F     |
| Equipes femininas  |       |       |       |       |       |       | G     | ½     | F     |

## Medalhistas
Masculino
| Evento              | Ouro                                                             | Prata                                                                            | Bronze |
| ------------------- | ---------------------------------------------------------------- | -------------------------------------------------------------------------------- | --- |
| Individual detalhes | Diego Elías PER Peru                                             | Juan Camilo Vargas COL Colômbia                                                  | Juan Felipe Tovar COL Colômbia Roberto Pezzota ARG Argentina                                                                                |
| Duplas detalhes     | Alonso Escudero Diego Elías PER Peru                             | Carlos Caballero Esteban Casarino PAR Paraguai                                   | Edgar Ramírez Juan Camilo Vargas Ronald Palomino COL Colômbia Francisco Obregón Roberto Pezzota ARG Argentina                               |
| Equipes detalhes    | Alonso Escudero Andrés Duanny Diego Elías Rafael Gálvez PER Peru | Federico Cioffi Francisco Obregón Leandro Romiglio Roberto Pezzota ARG Argentina | Edgar Ramírez Juan Camilo Vargas Juan Felipe Tovar Ronald Palomino COL Colômbia Jaime Pinto Maximiliano Camiruaga Rafael Allendes CHI Chile |

Feminino
| Evento              | Ouro                                                                      | Prata                                                                        | Bronze |
| ------------------- | ------------------------------------------------------------------------- | ---------------------------------------------------------------------------- | --- |
| Individual detalhes | Catalina Peláez COL Colômbia                                              | Laura Tovar COL Colômbia                                                     | María Paula Tovar COL Colômbia Luján Palacios PAR Paraguai                                                     |
| Duplas detalhes     | Laura Tovar María Paula Tovar COL Colômbia                                | Camila Grasso Pilar Etchechoury ARG Argentina                                | Ana María Pinto Giselle Delgado CHI Chile Andrea Soria María Paula Moya ECU Equador                            |
| Equipes detalhes    | Catalina Peláez Laura Tovar Lucía Bautista María Paula Tovar COL Colômbia | Camila Grasso Lorena Pascuzzi María Falcione Pilar Etchechoury ARG Argentina | Ana María Pinto Giselle Delgado Sandra Pinto CHI Chile Andrea Soria María Buenaño María Paula Moya ECU Equador |

Misto
| Evento          | Ouro                                         | Prata                                        | Bronze                                                                                |
| --------------- | -------------------------------------------- | -------------------------------------------- | ------------------------------------------------------------------------------------- |
| Duplas detalhes | Catalina Peláez Ronald Palomino COL Colômbia | María Falcione Federico Cioffi ARG Argentina | Sandra Pinto Maximiliano Camiruaga CHI Chile María Buenaño David Costales ECU Equador |

## Quadro de medalhas
| Ordem | País          | Medalha de ouro | Medalha de prata | Medalha de bronze | Total | Ordem por total |
| ----- | ------------- | --------------- | ---------------- | ----------------- | ----- | --------------- |
| 1     | COL Colômbia  | 4               | 2                | 4                 | 10    | 1               |
| 2     | PER Peru      | 3               |                  |                   | 3     | 4               |
| 3     | ARG Argentina |                 | 4                | 2                 | 6     | 2               |
| 4     | PAR Paraguai  |                 | 1                | 1                 | 2     | 6               |
| 5     | CHI Chile     |                 |                  | 4                 | 4     | 3               |
| 6     | ECU Equador   |                 |                  | 3                 | 3     | 4               |
| TOTAL | TOTAL         | 7               | 7                | 14                | 28    | —               |